# Dingo (Mirbeau)
Dingo és una novel·la de l'escriptor francès Octave Mirbeau, publicada el maig de 1913. Com Mirbeau estava malalt i incapaç d'acabar la seva obra, la seva jove amic Léon Werth va escriure els últims capítols.

## Argument
El gos del novel·lista, Dingo, és el veritable heroi de la novel·la, on s'allibera la fantasia mirbelliana. Arribat d'Austràlia en una caixa, el petit Dingo es torna, creixent, en un malfactor i terroritza els camperols i els burgesos del poble de Ponteilles-en-Barcis (Cormeilles-en-Vexin), en el Vexin. Semblant al seu amo, Dingo és el revelador de les infàmies dels homes, així com de l'absurditat de les lleis i de la injustícia de l'ordre social hipòcrita.

## Comentaris
En la seva última novel·la en forma de faula cínica, Mirbeau segueix transgredint els codis de la versemblança i de la credibilitat novel·lesca. Renunciant al gènere novel·lesc heretat del dinovè segle i suposadament realista, obeeix només a la seva fantasia rabelesiana.